# Pterostichus longulus
Pterostichus longulus är en skalbaggsart som beskrevs av Leconte 1873. Pterostichus longulus ingår i släktet Pterostichus och familjen jordlöpare. Inga underarter finns listade i Catalogue of Life.